# Groene haaklibel
De groene haaklibel (Paragomphus genei) is een echte libel uit de familie van de rombouten (Gomphidae). De wetenschappelijke naam van de soort werd in 1841 als Gomphus genei gepubliceerd door Edmond de Selys Longchamps. De Nederlandstalige naam is ontleend aan Libellen van Europa.
De soort staat op de Rode Lijst van de IUCN als niet bedreigd, beoordelingsjaar 2015, de trend van de populatie is volgens de IUCN stabiel. De groene haaklibel komt voor in een groot deel van Afrika en in Zuid-Europa, met name Corsica, Sardinië, Sicilië, Spanje en Portugal en mogelijk Turkije.